# 쯩 자매
쯩 자매(𠄩婆徵/Hai Bà Trưng, 하이바쯩)는 1세기 후한의 지배 하에 있던 베트남의 반란을 주도한 쯩짝(베트남어: Trưng Trắc / 徵側, 징측 14년 ~ 43년)과 쯩니(베트남어: Trưng Nhị / 徵貳, 징이, 14년 ~ 43년) 자매를 일컫는다. 쯩 여왕(徵女王, Trưng Nữ vương, 쯩느브엉)이라고 불린다.

## 생애
생년월일이 14년 8월 1일이라는 설이 있고, 영복 봉주, 미령(베트남어: Mê Linh / 麋泠)에서 지방의 토호인 락장(베트남어: Lạc tướng / 雒將)의 딸로 태어났다. 언니인 쯩짝은 19세에 주연(베트남어: Chu Diên추지엔 / 朱鳶,)의 유력자인 시색(베트남어: Thi Sách(티 삭) / 詩索,, ? ~ 39년)과 결혼했다.
전한 무제에게 점령당한 베트남에서는, 베트남이 전한의 영토가 되기 전에 락장이 가지고 있던 세금 징수권이 중국에 이관되고 있었는데, 쯩짝은 후한에 징세권을 베트남에 이관하도록 통고하였으며, 40년 3월에 꼬라이에 궁전을 짓고 실제로 징세를 시작하였다.
후한의 광무제는 이것을 중대한 반란 행위로 간주하여 복파장군 마원을 파견해 반란을 진압을 명한다. 마원은 군사 2만을 이끌고 42년 4월에 베트남에 도착한다.
악천후와 역병으로 행군은 지연되고, 마원의 군사는 초반에 고전을 면치 못하지만, 베트남 병사들 사이에 전쟁을 기피하는 분위기가 퍼져서, 전투에서 대승하였다. 이후 쯩 자매는 도주하지만 결국 마원에게 사로잡혀 참수당하고 수급이 낙양으로 보내진다.

## 전설
베트남에 전승되는 전설에 따르면 징자매가 반란을 일으킨 이유는 언니인 쯩짝의 남편, 티 사익이 후한의 태수인 소정(베트남어: Tô Định(토 딘) / 蘇定)에게 처형당하였기 때문이며, 티 사익은 부당하게 대우받는 베트남인을 위해 투쟁하였다고 묘사된다.

## 같이 보기
- 찌에우티찐
- 풍티찐
- 부이티쑤언
- 모권제
- 여성주의
- 베트남
- 베트남의 역사